# Loches
Loches este un oraș în Franța, sub-prefectură a departamentului Indre-et-Loire, în regiunea Centru. Situat în valea Loarei Orașul este cunoscut datorită castelului său, Castelul Loches.

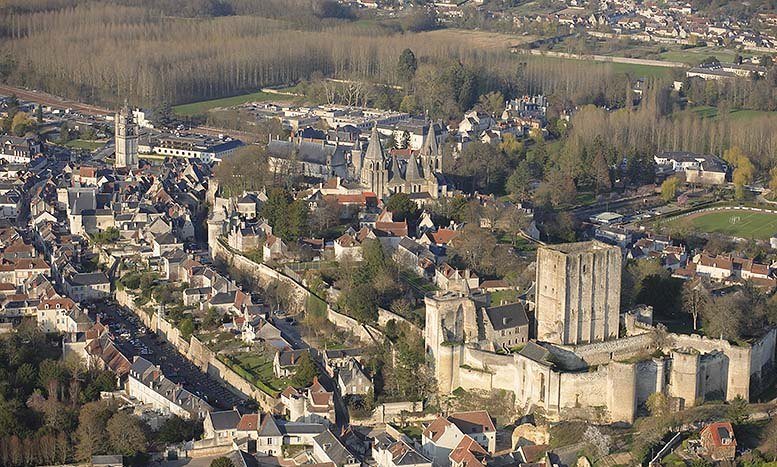
Vedere aeriană

## Personalități
- Agnès Sorel (1410/1422-1450) , favorita regelui Carol al VII-lea al Franței, a fost înmormântă în biserica Saint-Ours
- Alfred de Vigny (1797-1863), poet și dramaturg francez, casa natalǎ se aflǎ pe Rue des Jeux 27
- Marchizul de La Fayette  (1757-1834)
- Ludovic Sforza (1452–1508), duce al Milano, a murit în 1508 în Loches

1. ↑  répertoire géographique des communes, accesat în 26 octombrie 2015
2. ↑  dataset of postal codes in France, 1 octombrie 2018